# Tournaisis français
Le Tournaisis français est un pays historique du nord de la France, correspondant à la partie du Tournaisis conservée par la France à la suite de la paix d'Utrecht (1713).
Il se distingue du Tournaisis belge qui correspond à la partie du Tournaisis recouvrée par les Pays-Bas méridionaux à la suite de la paix d'Utrecht et qui est aujourd'hui compris dans deux provinces belges : le Hainaut, en Région wallonne et la Flandre-Occidentale, en Région flamande.

## Géographie
Le Tournaisis français couvre la plaine alluviale de la Scarpe inférieure, affluent de l'Escaut, jusqu'à leur point de confluence, à Mortagne-du-Nord.
Il comprend, outre Mortagne-du-Nord et Saint-Amand-les-Eaux, sa ville principale, Bruille-Saint-Amand, Château-l'Abbaye, Flines-lès-Mortagne, Lecelles, Maulde, Nivelle, Rosult, Rumegies, Saméon, Sars-et-Rosières et Thun-Saint-Amand.

## Histoire
Le Tournaisis français couvre la majeure partie de deux anciennes seigneuries : la ville et terre de Saint-Amand, d'une part, et la ville et terre de Mortagne, d'autre part.
La ville et terre de Saint-Amand était la seigneurie de l'abbaye de Saint-Amand. L'abbé y exerçait les droits de haute et de basse justice. Elle comprenait, outre la ville de Saint-Amand, Lecelles, Nivelle, Rosult, Rumegies, Saméon, Sars-et-Rosières et Thun, qui appartenaient à l'abbaye pour l'ensemble de leur territoire, ainsi que Bléharies et Maulde, qui n'étaient terre abbatiale que pour une partie de leur superficie.
La ville et terre de Mortagne comprenait, outre Mortagne, Bruille, Château-l'Abbaye, Flines-lès-Mortagne.
Les deux seigneuries ne relevaient pas initialement du Tournaisis. Mais, au XIVe siècle, elles furent comprises dans le ressort du bailliage de Tournai.
Par l'édit de Chambord du 16 octobre 1669, Louis XIV adjoint au Tournaisis quarante-deux villages de la châtellenie d'Ath : Roucourt ; Herquegies ; Maubray ; Grandmetz avec les seigneuries de Breuck et de Fermont ; Pipaix avec les seigneuries de Lignette et de Ghyssegnies ; la seigneurie d'Ogimont, dans Velaines ; les seigneuries de Petit-Quesnoy et de Seignurail dans Pottes ; Maulde avec ses enclavements de Fromenteau et de Mansart ; la seigneurie du Plouy à Obigies ; la seigneurie de Laudenbourg, dite Franche-Cense, près de Renaix ; Melles et la seigneurie de Bourgies ; celle de Petit-Heine dans Havinnes ; Hérinnes et Léaucourt ; le bourg d'Antoing ; Vaulx ; Fontenoi et Bourgeon ; Breuck à Forest ; et la seigneurie de la métropole de Cambrai à Kain.
Par un arrêt du Conseil d'État du 4 août 1754, Louis XV détache le Tournaisis français, la châtellenie de Bouchain et le Cambrésis du département de l'intendance de Flandre pour les rattacher à celui de l'intendance du Hainaut.
Par le traité signé à Bruxelles, le 18 novembre 1779, le roi Louis XVI et l'impératrice Marie-Thérèse mettent fin au différend frontalier.
Lors de la division du royaume en départements, le Tournaisis français est compris dans le département du Nord.

## Territoires du Hainaut ayant fait partie du Tournaisis français
Baugnies (1669-1678), Brasménil (1669-1723), Bury (1669-1678), Popuelles (1669-1678), Quartes (1669-1678), Roucourt (1686-1699), Thieulain (1669-1678), Thimougies (1669-1678), Tourpes (1669-1678), Velaines (1669-1697/1699/1779).